# Lumapas
Lumapas – miasto w Brunei, w dystrykcie Brunei-Muara.